# 댈러스 매버릭스
댈러스 매버릭스(영어: Dallas Mavericks)는 미국 텍사스주 댈러스를 연고지로 하는 NBA 서부 콘퍼런스 사우스웨스트 디비전 소속 프로 농구 팀이다. 프랜차이즈 스타인 디르크 노비츠키를 중심으로 2006~2007 시즌 NBA 서부 콘퍼런스 우승을 차지했다. 2010~2011 시즌 첫 NBA 챔피언에 등극했다.

## 역사

### 1996~2001: 디르크 노비츠키와 마크 큐번의 등장
직장폐쇄로 단축시즌이었던 1998-99 시즌에 댈러스 매버릭스는 19승 31패로 시즌을 마감했지만, 마이클 핀리와 게리 트렌트는 좋은 모습을 보여주었고 1989-90 시즌 이후로 처음으로 홈 위닝 시즌(홈 경기 15승 10패)을 기록했다. 파워 포워드 디르크 노비츠키와 포인트 가드 스티브 내시의 영입은 당시에는 주목받을 만할 일이 아니었지만 향후 미래에 대단한 영향을 준 일이었다.

## 역대 홈경기장

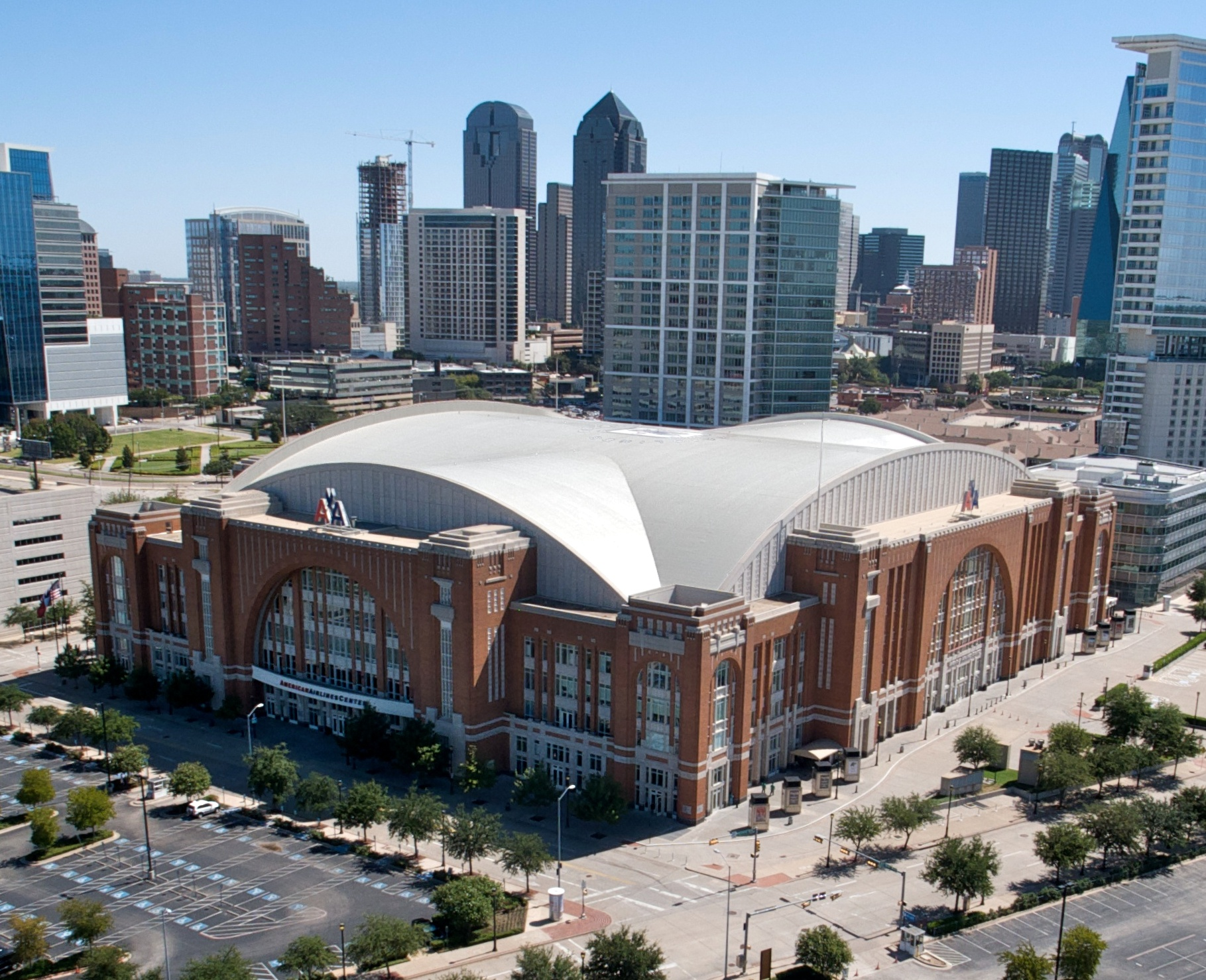
댈러스 매버릭스의 홈경기장인 경기장 아메리칸 에어라인스 센터

| 경기장                   | 사용기간      | 수용인원 | 장소                    | 비고                                      |
| ------------------------ | ------------- | -------- | ----------------------- | ----------------------------------------- |
| 댈러스 매버릭스          |               |          |                         |                                           |
| 리유니언 아레나          | 1980년~2001년 | 18,293명 | 텍사스주 댈러스         | 2009년 11월에 철거되었다.                 |
| 무디 콜리시엄            | 1984년        | 9,007명  | 텍사스주 유니버시티파크 | 1984년 플레이오프 1라운드 5차전이 열렸다. |
| 아메리칸 에어라인스 센터 | 2001년~현재   | 19,200명 | 텍사스주 댈러스         | 빈칸                                      |
| 뉴 어빙 아레나           | 2031년~미래   | 미정     | 텍사스주 어빙           | 빈칸                                      |

## 영구 결번
| 등번호          | 이름            | 포지션 | 활동 기간                   | 비고                                                                                  |
| --------------- | --------------- | ------ | --------------------------- | ------------------------------------------------------------------------------------- |
| 댈러스 매버릭스 |                 |        |                             |                                                                                       |
| 6               | 빌 러셀         | 센터   | 빈칸                        | NBA 최초로 전 구단 영구결번됨.                                                        |
| 12              | 데릭 하퍼       | 가드   | 1983년~1994년 1996년~1997년 | 빈칸                                                                                  |
| 15              | 브래드 데이비스 | 가드   | 1980년~1992년               | 빈칸                                                                                  |
| 22              | 롤랜도 블랙맨   | 가드   | 1981년~1992년               | 빈칸                                                                                  |
| 24              | 코비 브라이언트 | 가드   | 빈칸                        | 2020년 1월 26일 헬기 사고로 안타깝게 세상을 떠난 코비 브라이언트를 추모하는 결번했다. |
| 41              | 디르크 노비츠키 | 포워드 | 1998년~2019년               | 빈칸                                                                                  |

## 라이벌
- 마이애미 히트
- 샌안토니오 스퍼스
- 피닉스 선스
- 휴스턴 로키츠
- 로스앤젤레스 레이커스